# Wanning
Wanning è una città della provincia cinese di Hainan di 546.089 abitanti. È una città-contea amministrata direttamente dalla provincia.